# Статуя Свободы (картина)
Работы на Статуе Свободы (англ. Working on the Statue of Liberty, также известная как Статуя Свободы, англ. Statue of Liberty) — картина американского художника и иллюстратора Нормана Роквелла, созданная в 1946 году. Изображает рабочих, чистящих факел, который поднимает вверх на вытянутой руке известная  Статуя Свободы в Нью-Йоркской бухте.

## Создание

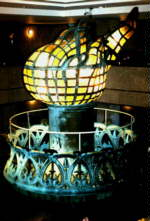
Оригинальный факел статуи Свободы (заменён в 1986 году)

Картина была создана для обложки издания «The Saturday Evening Post», опубликованной в выпуске 6 июля 1946 года с использованием эскизов, которые Роквелл сделал в марте 1946 года. На картине изображены рабочие, которые чистят янтарного цвета стекло на факеле Статуи свободы. Такая уборка производится ежегодно в июле. На картине Роквелла изображена только малая часть статуи: факел, вытянутая рука длиной 13 метров, а также часть головы колоссальной статуи. Силуэты людей прорисованы на фоне ясного голубого неба. Пять рабочих висят на страховочных веревках. Один из них является шаржированным автопортретом самого Роквелла, а один, что необычно — афроамериканец (в красной рубашке). Включение не-белого рабочего наравне с белыми, по-видимому, впервые заметили только в 2011 году. Оно противоречило политике The Saturday Evening Post, практиковавшейся во время создания картины, которая предписывала изображение афроамериканцев только в подчиненной роли (что видно из сравнения, например, с картиной того же 1946 года «Мальчик в вагоне-ресторане»).

## Картина в Овальном кабинете
Картину приобрёл Стивен Спилберг, который передал его в постоянную коллекцию Белого дома в 1994 году. Она висела в Овальном кабинете во время администраций Билла Клинтона, Джорджа Буша и Барака Обамы, чаще всего слева от президентского рабочего стола, над шкафом или над столом, украшенным скульптурой Фредерика Ремингтона Бронко Бастер. Обама переместил картину на место рядом с камином, над бюстом Мартина Лютера Кинга-младшего. Известно, что в январе 2017 года, сразу после инаугурации Дональда Трампа, картина  все еще была в Овальном кабинете. Однако позже, в 2017 году картина, по сообщениям прессы, была заменена на портрет Эндрю Джексона.
Статуя свободы в Овальном кабинете

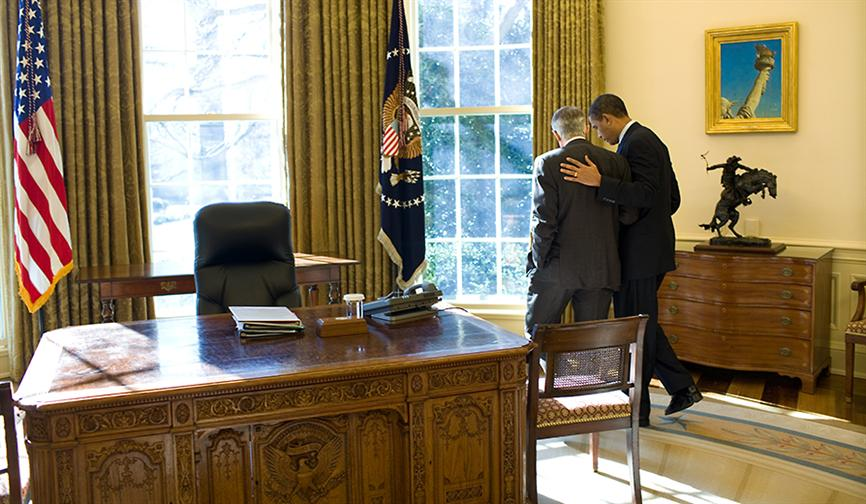
Барак Обама и лидер большинства в Сенате Гарри Рейд. В 2009 году картина висела справа от стола «Резолют», над скульптурой Фредерика Ремингтона, изображающей ковбоя на необъезженной лошади.
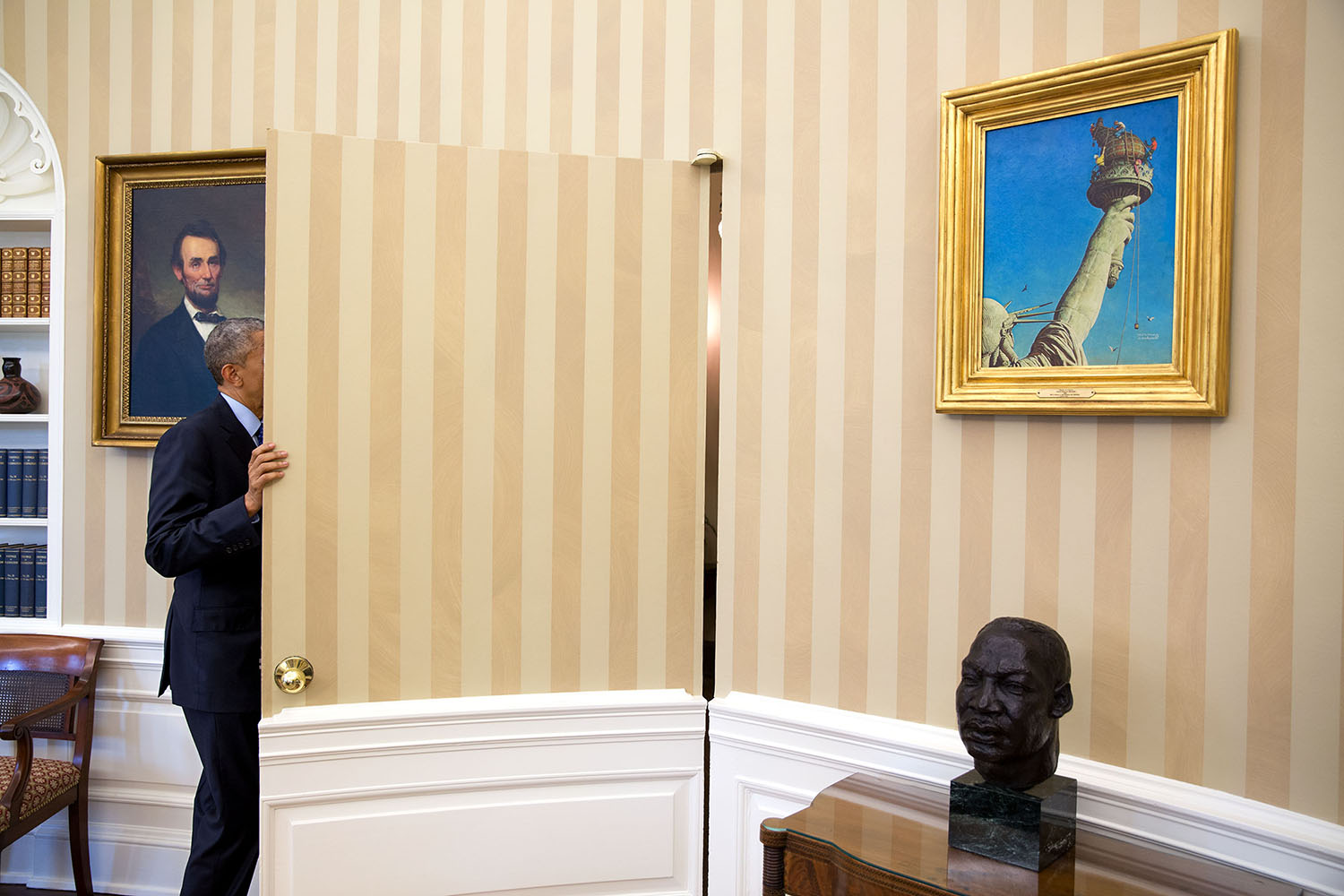
Слева от Барака Обамы картина, изображающая Авраама Линкольна, справа картина «Статуя Свободы, которая в 2015 году висела над бюстом Мартина Лютера Кинга-младшего работы Чарльза Олстона[англ.].
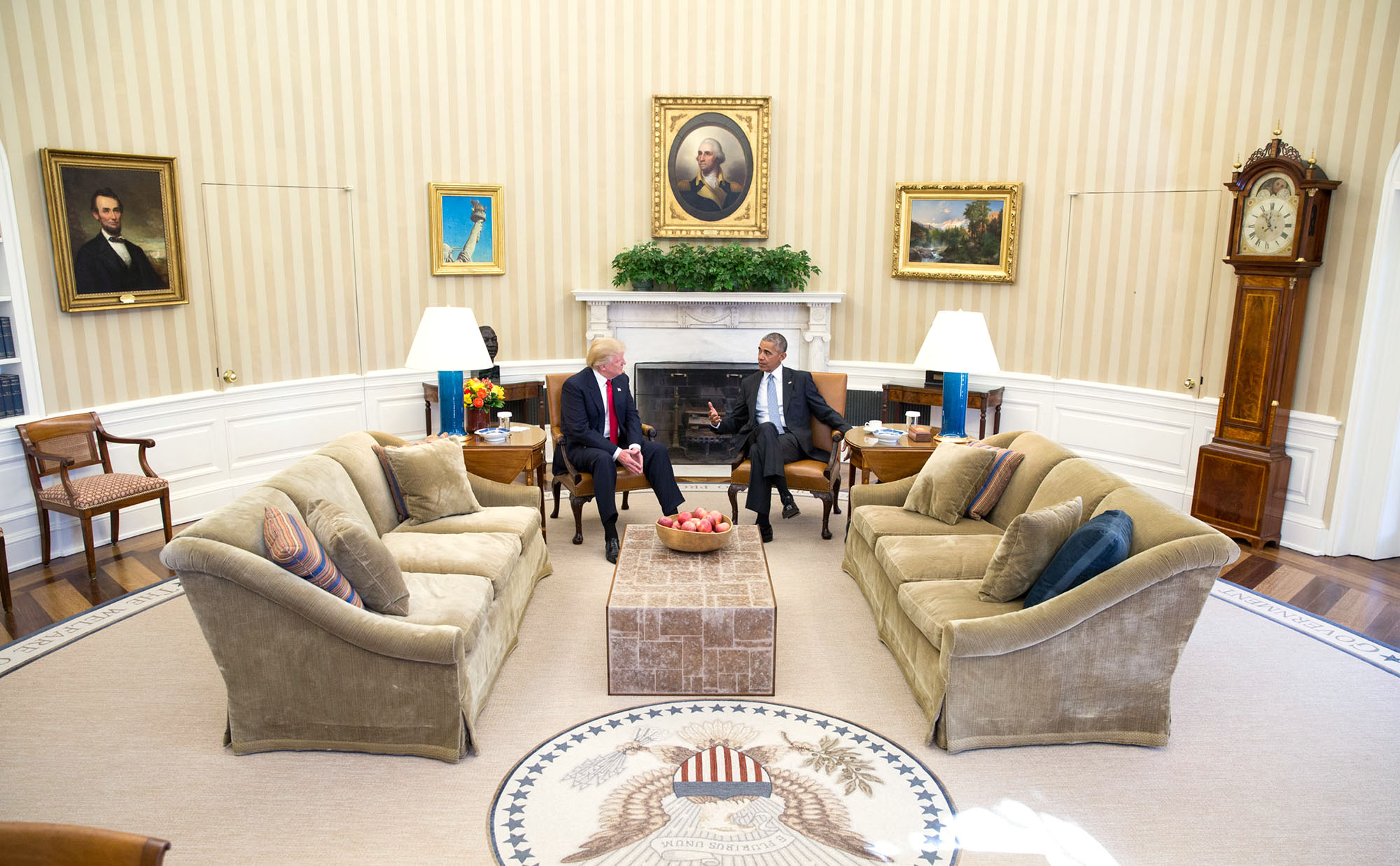
Встреча Барака Обамы с только что избранным президентом Дональдом Трампом в Овальном кабинете. В ноябре 2016 года картина ещё находилась на своём месте.

## Внешние ссылки
- Подробное описание картины на сайте Нормана Роквелла музей